# Ski Club Gardena
Der Ski Club Gardena (Ski Club Gröden) ist ein Verein in Südtirol, der vor allem Jugendlichen den Skisport zu vermitteln versucht.
Es werden folgende Disziplinen ausgeübt: Ski Alpin (Riesenslalom, Slalom, Abfahrt), Langlauf, Biathlon, Skispringen und nordische Kombination.

## Geschichte
1908 erfolgte die Gründung des Ski Club Gardena. Der offizielle Name (in Österreich) war "Alpen Ski Club Ladinia". Im Rahmen des großen Volksfestes zur Markterhebung von St. Ulrich im Jahr 1908 fand am 3. Februar das erste Skirennen in Gröden  statt.

Einweihung des Ski Clubs, 1908

Die hierfür gewählte schwierige Abfahrtspiste war die von Dantercepies, die vom Fuß der Cir-spitzen im Tiefschnee bis hinunter ins Ortszentrum von Wolkenstein führte. Am Start standen 15 Männer, die an diesem 3 km langen Rennen teilnahmen. Alle waren mit einfachen Holzschiern ausgerüstet. Sieger wurde Ludwig Schmalzl de Ronc aus St. Ulrich.
Von diesen Jahren an hat der Skisport in Gröden immer mehr das Bild des alltäglichen Lebens geprägt. In der Zeit des Faschismus kamen viele Soldaten aus dem restlichen Italien nach Gröden, um mit den Skiern zu trainieren und um verschiedene Rennfahrten zu veranstalten.

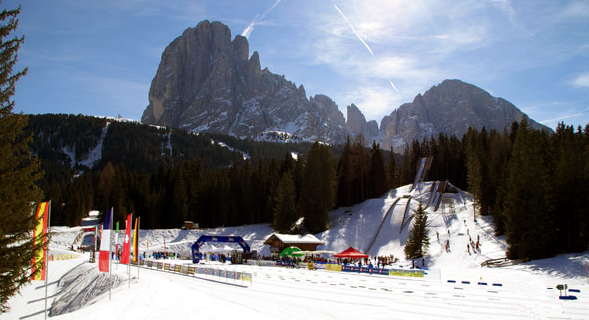
Langlaufzentrum auf dem Monte Pana

Ein Highlight des Skisports in Gröden war die Weltmeisterschaft in dem Jahr 1970. Die Riesenslalom- und Abfahrtswettbewerbe fanden auf der Cir und der Saslong Piste statt, hingegen die Slalomwettbewerbe auf der Ronc Piste in St. Ulrich.
Weitere Grundsteine für den Ski Club Gröden wurden bei dem Bau der Langlaufloipe und der Sprungschanze auf dem Monte Pana gelegt.

## Erfolgreiche Athleten
- Mauro Bernardi (* 1957)
- Samuel Costa (* 1992)
- Daniela Dejori (* 2002)
- Lisa Demetz (* 1989)
- David Hofer (* 1983)
- Isolde Kostner (* 1975)
- Jessica Malsiner (* 2002)
- Manuela Malsiner (* 1997)
- Karin Moroder (* 1974)
- Michela Ponza (* 1979)
- Elena Runggaldier (* 1990)
- Lukas Runggaldier (* 1987)
- Peter Runggaldier (* 1968)
- Lucas Senoner (* 1983)